# Estação Varenne
Varenne é uma estação da linha 13 do Metrô de Paris, localizada no 7.º arrondissement de Paris.

## História
A estação foi inaugurada em 1923.

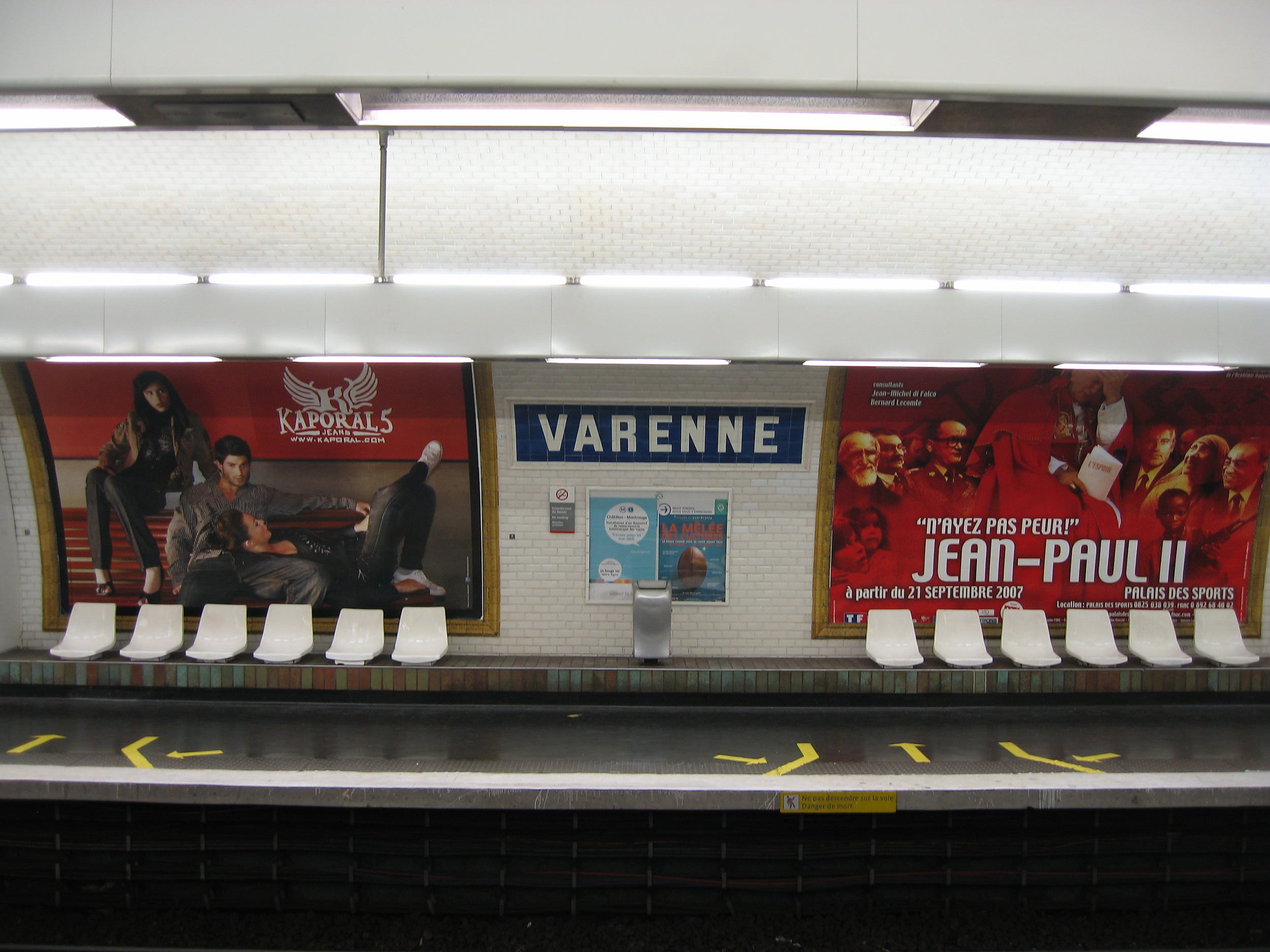
Plataforma da estação, em 2007, com o banco para a cor telha é exclusivo na rede

Seu nome vem da rue de Varenne, onde uma extremidade se situa ao sul do acesso da estação no boulevard des Invalides. Esta rua é um dos altos lugares do poder político francês, depois que a Presidência do Conselho foi instalado no Hôtel Matignon em janeiro de 1935. Outros ministérios fixaram residência nas mansões do bairro.
A rue de Varenne teria sido chamado em referência a um lugarejo, Varenne (ou Garenne), que pertencia à abadia de Saint-Germain-des-Prés. Em qualquer caso, ele comemora o lugar onde o rei Luís XVI foi preso no momento de sua fuga de Varennes (o "s" no final diferencia a ortografia dos dois nomes).
Durante a guerra de 1939-1945, a estação Varenne foi fechada porque o governo estava em Vichy e as mansões desertas não tinham mais motivo para serem servidas. A estação reabriu as suas portas em 24 de dezembro de 1962.
Durante a década de 1970, as plataformas foram reformadas no estilo "Andreu-Motte", com bancos cobertos com telhas de cor cinza e azul maçante irregular (caso único na rede) e as faixas de iluminação. Entre 2009 e 2012, os bancos da plataforma para Châtillon-Montrouge foram postos e em 2017 a outra plataforma viu seu bloco substituído por um modelo idêntico de cor branca.
Em 2011, 1 517 830 passageiros entraram nesta estação. Ela viu entrar 1 538 258 passageiros em 2013, o que a coloca na 277ª posição das estações de metrô por sua frequência em 302.

## Serviços aos Passageiros

### Acesso
A estação tem um único acesso, na altura do n° 13 do boulevard des Invalides.

### Plataformas

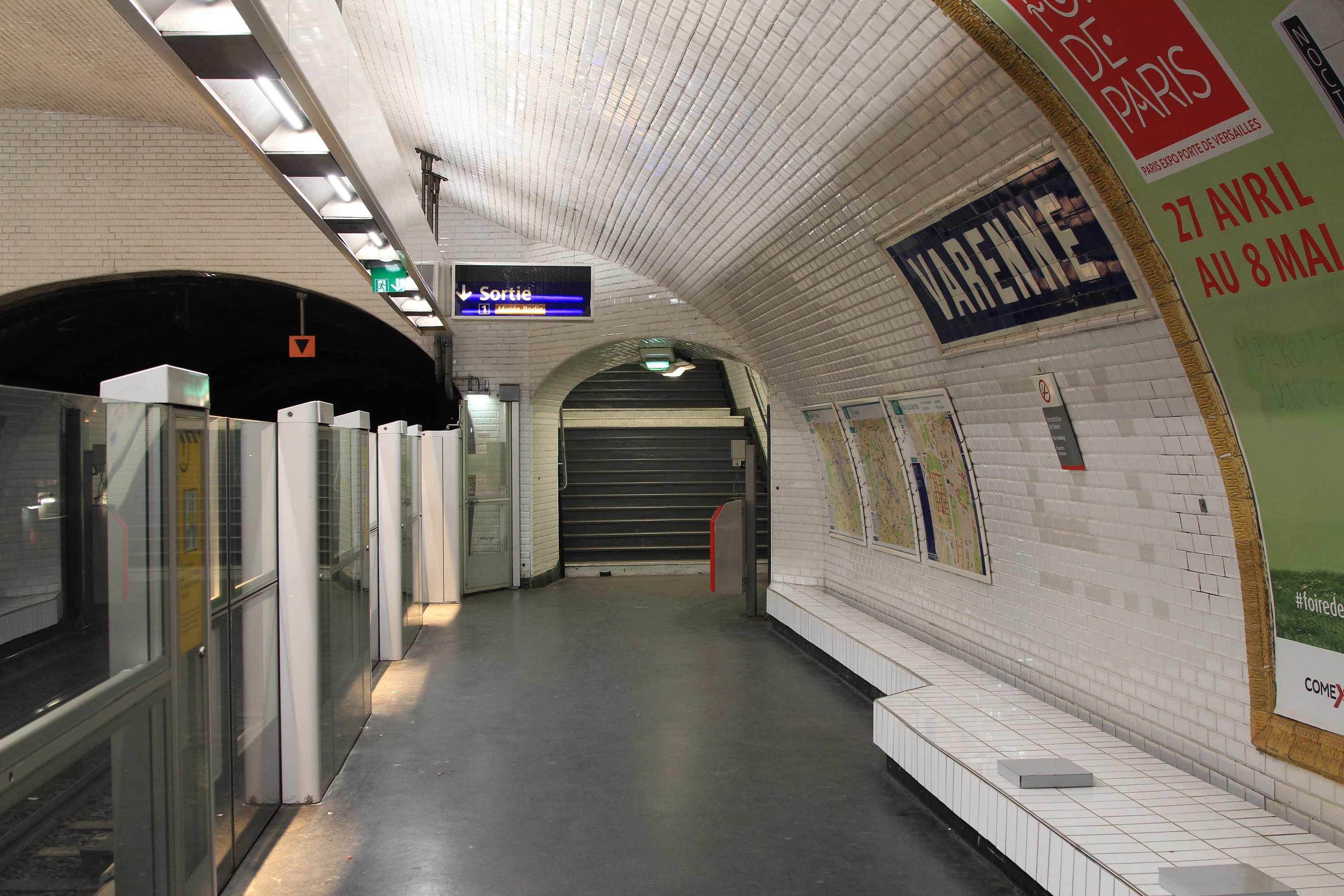
Plataformas da estação com o assento em telhas de cor agora branca

A estação é de configuração especial devido à sua proximidade com o antigo terminal de Invalides: ela tem três vias, duas das quais em direção a Châtillon - Montrouge e duas plataformas das quais uma é enquadrada por duas vias em direção a Châtillon - Montrouge. A via suplementar é a via de ligação com o complexo de vias da estação Invalides. A abóbada é elíptica e coberta com clássicas telhas brancas e biseladas. As plataformas são decoradas no estilo "Andreu-Motte", mas com tons neutros: as três faixas de iluminação (uma para cada via) são tratadas em cinza claro, enquanto que o banco no qual são colocados os assentos das plataformas em direção a Saint-Denis e Asnières - Gennevilliers é adornada com telhas planas brancas. Os assentos são do tipo "Motte" também brancos. O nome da estação apresenta a particularidade de estar presente em três formas: em placas esmaltadas em fonte Parisine na plataforma Châtillon e em letras maiúsculas no pé-direito da via de ligação (que não tem publicidade) e em faiança na plataforma Saint-Denis e Asnières - Gennevilliers. Os quadros publicitários são em cerâmica de cor de mel na mesma plataforma. A plataforma para Châtillon - Montrouge está decorada com duas reproduções de esculturas de Auguste Rodin: O Pensador e Monumento a Balzac.

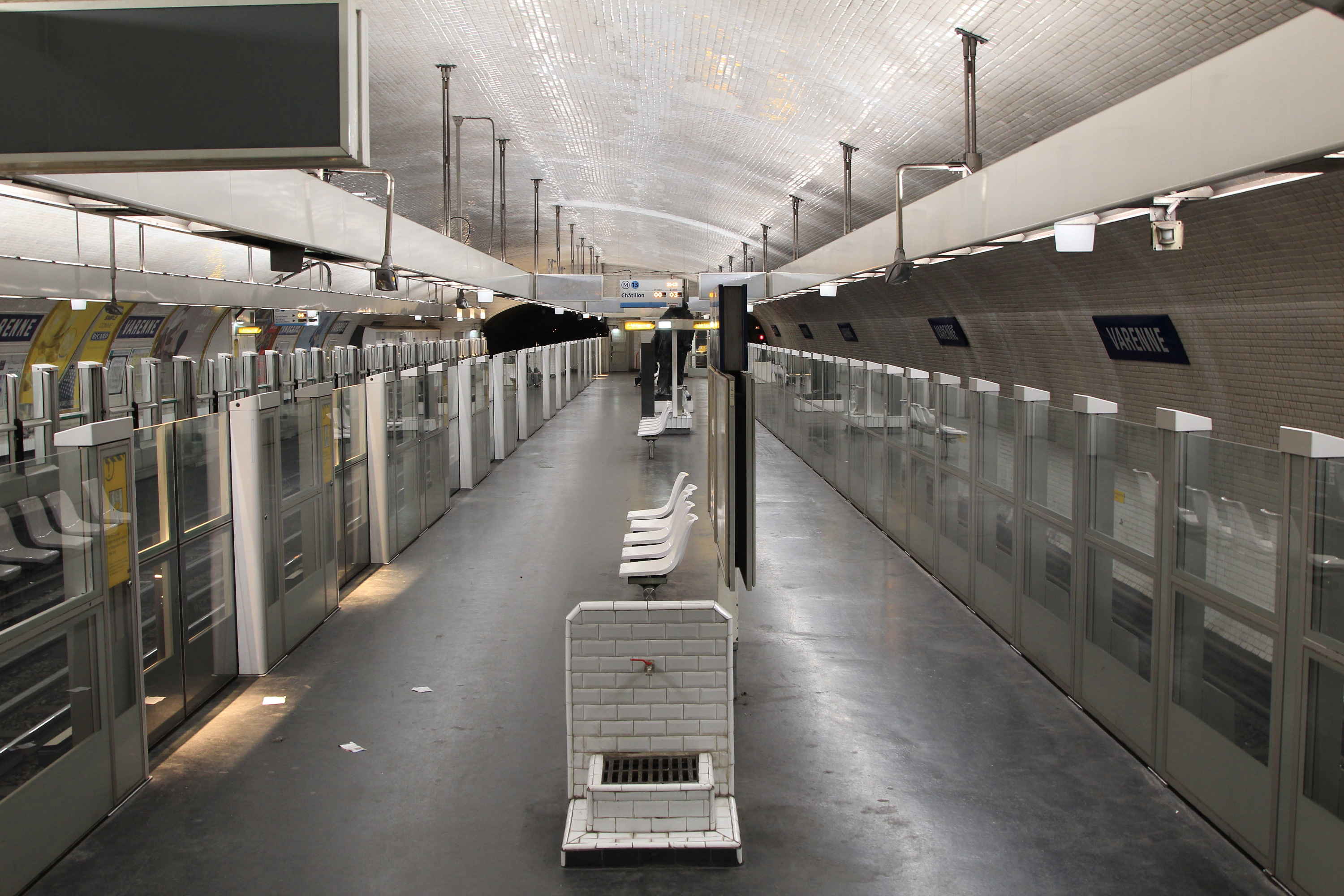
Plataforma Châtillon - Montrouge

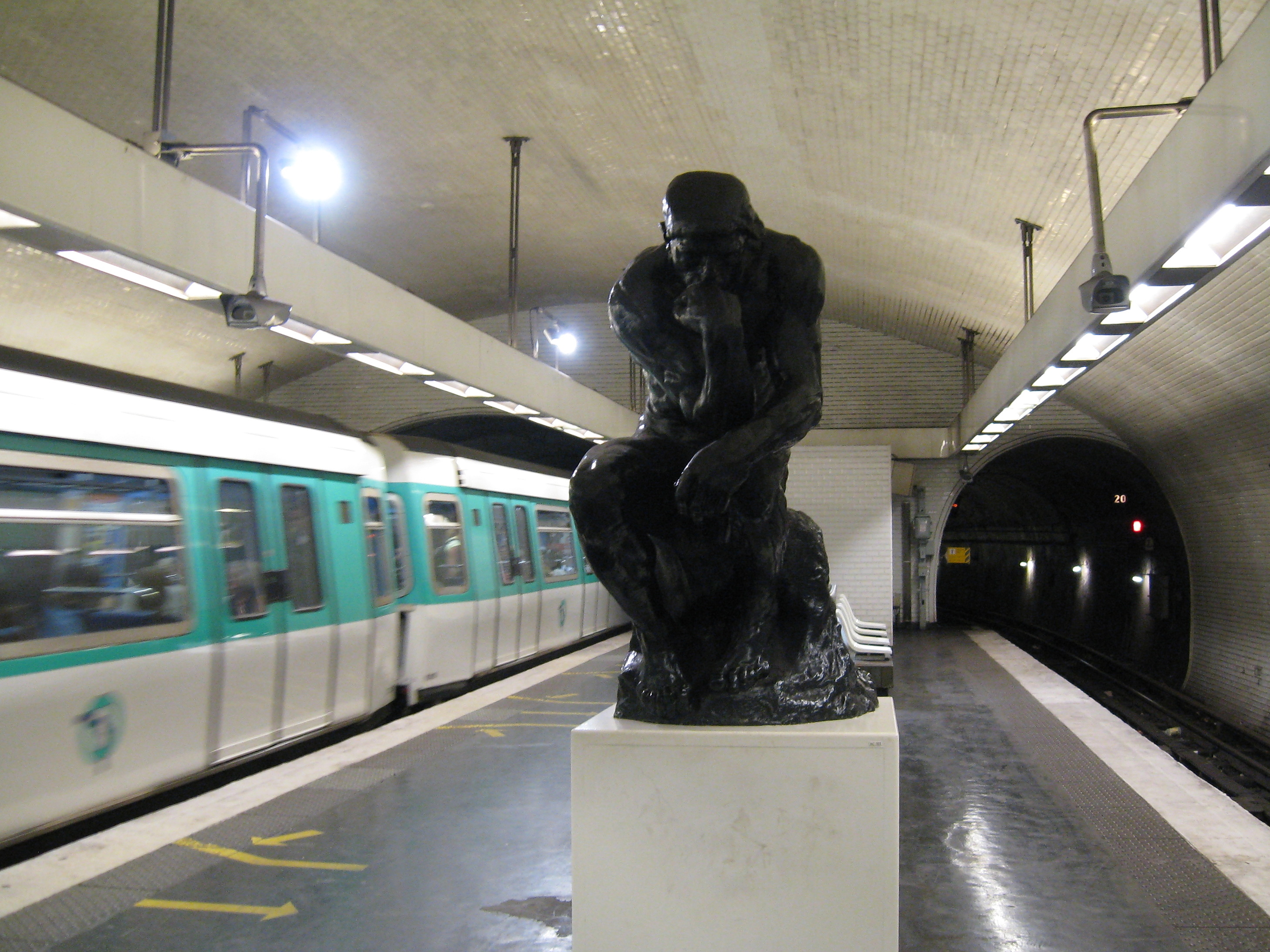
Reprodução do Pensador de Rodin

Desde 2012, as plataformas estão equipadas com portas de plataforma.

## Pontos turísticos
- Hôtel des Invalides
- Musée Rodin
- Hôtel Matignon